# Міністр оборони
Міні́стр оборо́ни — одна з вищих посадових осіб багатьох держав, яка входить, як правило, до складу уряду (кабінету міністрів) та відповідає за Збройні сили країни.
У більшості сучасних демократичних країн, які мають Збройні Сили, цю посаду здебільшого займає цивільна особа.Керівник Міністерства оборони держави призначається президентом, парламентом або прем'єр-міністром залежно від устрою держави та форми правління: парламентської, президентської чи змішаної республіки, або взагалі монархії

. У такому випадку монархом, або парламентом. Положення про це зазвичай закріплюється в конституціях або документах, що є їх аналогами в тій чи іншій державі.
В США посада має назву державний секретар оборони.

## Історія
З появою перших кабінетів міністрів наприкінці 18 століття, цю посаду часто називали військовий міністр. Після завершення Другої світової війни назву змінили на міністр оборони.
В України ця посада вперше була введена в 1991 році.

## Цікавий факт
У 2014 році одночасно 5 жінок очолювали міністерства оборони в європейських країнах. Це — Урсула фон дер Ляєн (Німеччина), Жанін Генніс‑Плассхарт (Нідерланди), Карін Марта Елізабет Енстрем (Швеція), Іне Марі Еріксен Сорейде (Норвегія) та Мімі Кодхелі (Албанія). Причому, Урсула фон дер Ляєн до призначення не мала ніякого стосунку до військової служби.